# Tai Sabaki

Schrittdiagramm eines Taisabaki (um 180°)

Tai Sabaki (jap. 体捌き, dt. „Körper auflösen“) ist eine aufrechte Körperdrehung in verschiedenen Budō-Disziplinen, u. a. im Aikidō und Karate, bei der man als Reaktion auf einen Angriff näher an den Angreifer herantritt und dann den eigenen Körper aus der Bewegungsrichtung und damit der Angriffslinie des Gegners dreht. Im Karate wird er meist in Verbindung mit einer Blocktechnik und einem anschließenden Konterangriff verwendet, während er im Aikidō der Vorbereitung eines Wurfes dient. Die Idee dahinter ist, dem Gegner auszuweichen, ohne ihm durch Vergrößern der Distanz einen erneuten Angriff zu ermöglichen, bzw. der Energie des gegnerischen Angriffs auszuweichen und diese umzulenken.

## Ausführung
Der hintere Fuß (im Bild rechts) setzt nach links, leicht eingedreht vor den linken über. Während der Schwerpunkt auf den rechten Fuß verlagert wird und dieser auf dem Ballen weiterdreht, wird der linke Fuß zusammen mit einer Körperdrehung um 180° nach (jetzt) hinten abgesetzt. Wichtig dabei ist, dass der Oberkörper immer gerade und über dem Körperschwerpunkt steht.
So werden ein Gleichgewichtsverlust und die Gefährdung des Kopfes im Kampf vermieden, die bei einer schwankenden Bewegung durch die während der Rotation auftretenden Fliehkräfte zustande kommen können.

## Tai Sabaki im Kōrindō-Aikidō
Eine weiter gefasste Bedeutung hat der Begriff Tai Sabaki im Kōrindō-Aikidō. Im  Budō-System des Hirai Minoru stellt Tai Sabaki die zentrale Übungsform dar. Das jeder Kampfform erst zum Erfolg verhelfende Bewegungsprinzip des kugelförmigen Drehens wird durch sie erlernt und sollte lebenslang perfektioniert werden. Die insgesamt acht Formen des Tai Sabaki, jeweils beidseitig ausgeführt, werden ohne Partner geübt und beinhalten alle in Katas oder realen Situationen erforderlichen, möglichst perfekt kreisförmigen Bewegungsmuster. In beliebiger, wechselnder Reihenfolge nacheinander ausgeführt, ergibt sich eine endlose geschmeidige Bewegung ohne Brüche, wobei stets eine möglichst freie Rotation des Körperzentrums (Koshi) angestrebt wird. Dies ermöglicht es, die Bewegungen jederzeit ohne Verzögerung und für den Angreifer nicht wahrnehmbar jeder Situation anzupassen.

## Tai Sabaki im Wadō-Ryū Karate-Dō
Im Wadō-Ryū ist die Technik Nagashitsuki ein Beispiel für Tai Sabaki. Hierbei wird ein Fauststoß mit einem Vorwärtsschritt ausgeführt, die Hüfte und somit der Körper wird aber im letzten Moment um 20° bis 30° gedreht, so dass die gegnerische Angriffslinie verlassen wird.